# Ełckie Centrum Kultury
Ełckie Centrum Kultury (ECK) – placówka kulturalna w Ełku.
Instytucja powstała w 1949 jako Świetlica Międzyzakładowa. W latach 1950–1952 została przekształcona w Powiatowy Dom Kultury, a w 1975 – w Miejski Dom Kultury. W 1997 placówka przyjęła nazwę Ełckie Centrum Kultury.
Z Ełckim Centrum Kultury były lub pozostają związane takie zespoły oraz grupy artystyczne jak: Sandaless, Ogród Wyobraźni, zespół folklorystyczny „Pojezierze”, Mazurski Zespół Pieśni i Tańca Ełk, Teatr 30 Minut, May Day, czy Same Nazwiska.
Wśród wydarzeń organizowanych przez ECK jest odbywający się od 1995 Kabareton Mulatka.
W Ełckim Centrum Kultury znajdują się między innymi kino, sale widowiskowe, amfiteatr (mieszczący 1367 osób), galeria Ślad, pracownia ceramiczna, pracownia modelarska.
Wieloletnim pracownikiem ECK był Waldemar Pieńkowski.

## Dyrektorzy
- 1949–1955 – Anatol Czerny
- 1955–1962 – Wiesław Dąbrowski
- 1964–1966 – Franciszek Osada
- 1966–1970 – Maria Piotrowska
- 1971–1972 – Franciszek Kortas
- 1972–1974 – Jerzy Buzon
- 1974–1989 – Jan Olejnik
- 1990–1992 – Jarosław Franczuk
- 1994–1999 – Bożena Wysocka-Nowicka
- 1999–2003 – Wojciech Krzywiński
- 2003–2007 – Andrzej Cieśluk
- 2007–2013 – Beata Makuch
- od 2013 – Aneta Werla (do stycznia 2015 p.o.)[7]

Źródło.